# Ungarn ved vinter-OL 1952
Ungarn deltog ved Vinter-OL 1952 i Oslo med tolv sportsudøvere, otte mænd og fire kvinder. De konkurrerede i fire sportsgrene, alpint, langrend, kunstskøjteløb og hurtigløb på skøjter. Ungarns deltagere vandt en enkelt bronzemedalje, hvorved landet fik en delt tolvteplads blandt de deltagende nationer. Fanebærer for Ungarn var Lőrincz Ferenc.

## Medaljer
| 1952 Oslo | Guld | Sølv | Bronze | Total |
| Ungarn    | 0    | 0    | 1      | 1     |

## Medaljevindere
Den ungarske medaljevindere var:
| Ungarn ved vinter-OL 1952 i Oslo | Ungarn ved vinter-OL 1952 i Oslo | Ungarn ved vinter-OL 1952 i Oslo | Ungarn ved vinter-OL 1952 i Oslo | Ungarn ved vinter-OL 1952 i Oslo |
| Medaljer                         | Deltager                         | Sport                            | Øvelse                           | Resultater                       |
| -------------------------------- | -------------------------------- | -------------------------------- | -------------------------------- | -------------------------------- |
| Bronse                           | Marianna Nagy og László Nagy     | Kunstskøjteløb                   | parløb                           |                                  |